# Archibald Wavell
Archibald Percival Wavell (Colchester, 5 mei 1883 - Londen, 24 mei 1950) was een Britse veldmaarschalk en aanvoerder van het Britse Expeditieleger in het Midden-Oosten tijdens de Tweede Wereldoorlog.

## Levensloop
Hoewel geboren in Engeland bracht hij zijn jeugd in Brits-Indië door. Daarna volgde hij een militaire opleiding aan de in Koninklijke Militaire Academie Sandhurst, en in 1901 werd hij als jonge officier ingedeeld bij de "Black Watch" (Royal Highland-Regiment). Hij vocht mee in de Tweede Boerenoorlog en aan het Indiase front. Tijdens de Eerste Wereldoorlog raakte hij gewond in Frankrijk, en vervolgens kreeg hij een post aangeboden in de Kaukasus (1916-1917) als verbindingsofficier. Later diende hij bij het Britse XXe Legerkorps als stafofficier bij het Britse Expeditieleger in Egypte, waarna een snelle promotie volgde. Hij werd kolonel in 1921, generaal-majoor in 1933 en luitenant-generaal in 1938, en kreeg daarna het bevel over een brigade en vervolgens een divisie. Later werd hij opperbevelhebber van de Britse legereenheden in Palestina en Trans-Jordanië.
Bij het uitbreken van de Tweede Wereldoorlog werd Wavell onmiddellijk opperbevelhebber van de Britse troepen in het Midden-Oosten. Hier had hij de zware taak van de verdediging over negen landen (onder andere Egypte) en voerde hij het bevel over het Britse Expeditieleger dat uit een drie en halve divisie bestond. Met de geallieerde nederlaag in Frankrijk (Blitzkrieg 1940) en deelname van Italië in de oorlog, moest hij zich op vele fronten verdedigen met minimale versterkingen.
De grootste bedreiging vormde het Italiaanse leger dat Egypte binnenviel. Wavell besloot tussen 9-11 december 1940 het eerste Britse tegenoffensief te lanceren in de westelijke woestijn van Egypte. Het offensief had de codenaam "Operatie Kompas". Zijn ondergeschikte generaal-majoor sir Richard O'Connor kreeg het bevel over het Britse Expeditieleger, dat inmiddels uit 31.000 man bestond en werd gesteund met vliegtuigen van de Royal Air Force en verreikend scheepsgeschut. De opdracht was de versterkte Italiaanse legerkampen aan te vallen in Egypte. Bij Sidi Barrani, iets over de grens, werd het Italiaanse 10e Leger teruggedreven. Tijdens de gevechten werden ruim 34.000 krijgsgevangenen gemaakt. Daarna trok het Britse leger Libië binnen.
In midden februari 1941 werd het Britse leger naar het bedreigde Griekenland gestuurd, waardoor Wavell bijna geen troepensterkte in Egypte had. Libië werd vervolgens bezet door het Duitse leger en spoedig daarna ook Kreta. Wavell moest zich verdedigen in Irak tijdens de Raschid Ali-opstand en in Vichy Frans-Syrië. Een aanval die de Duitse en Italiaanse strijdkrachten rond Cyrenaica moest vernietigen (Operatie Battleaxe) leidde tot een tegenoffensief van de Duitse generaal Rommel in Egypte. Het Britse Expeditieleger werd hierbij vernietigd door het Duitse Afrikakorps.
Daarop werd Wavell door Winston Churchill overgeplaatst naar India, waar in december 1941 in het Verre Oosten het Japanse leger hun oorlog begon. Deze strijd werd een nog grotere catastrofe voor de Britten. Als opperbevelhebber van Amerikaanse, Britse, Australische en Nederlandse legereenheden kon hij niets uitrichten tegen deze fanatieke vijand. Op 29 december 1941 werd zijn hoofdkwartier gevestigd in Bandoeng, op Java (Nederlands-Indië). Later keerde hij weer terug naar India. Hij bleef daar tot het einde van de oorlog als bevelhebber over het Britse leger en werd bevorderd tot veldmaarschalk.
In 1947 ging generaal Wavell met pensioen. In 1943 was hij reeds in de adelstand verheven met de titel van graaf 'Wavell of Cyrenaica'. Hij overleed op 67-jarige leeftijd in Engeland. In memorandum was deze man een gerespecteerd militair, uitmuntend bevelhebber en in alle opzichten door het lot van de oorlog verkeerd behandeld, vanwege de onmacht en complexe frontsituaties waarin hij met weinig middelen een vijand moest weerstaan.

## Militaire loopbaan
- Second Lieutenant: 8 mei 1901[2]
- Lieutenant: 13 augustus 1904[2]
- General Staff Officer Grade 3: april 1912[2]
- Waarnemend Captain: maart 1912[2]
- Tijdelijk Captain: 13 juli 1912[2]
- Captain: 20 maart 1913[2]
- Waarnemend Major: 28 september 1914 - 23 november 1915[2]
- Tijdelijk Major: 24 november 1915 - 7 mei 1916[2]
- Major: 8 mei 1916[2]
- Tijdelijk Lieutenant-Colonel: 19 oktober 1916 - 2 juni 1917[2]
- Titulair Lieutenant-Colonel: 3 juni 1917[2]
- Colonel: 12 juli 1922[2]
  - Anciënniteit: 3 juni 1921 (wachtgeld 12 januari 1926; volledige bezoldiging 2 november 1926)[2]
- Tijdelijk Brigadier-General:[2]
  - 20 maart 1918 - 29 maart 1918[2]
  - 16 april 1918 - 17 april 1920[2]
- Tijdelijk Brigadier: 1 juli 1930 - 15 oktober 1933[2]
- Major-General: 16 oktober 1933 (wachtgeld 16 januari 1934; volledige bezoldiging 11 maart 1935)[2]
- Lieutenant-General: 29.01.1938 (wachtgeld 21 april 1938; volledige bezoldiging 26 april 1938)[2]
- Lokaal General: 28 juli 1939 - 30 september 1940[2]
- General: 1 oktober 1940[2]
- Field Marshal: 1 januari 1943[2]

## Onderscheidingen
- Military Cross op 3 juni 1915[3]
- Lid in de Orde van Sint-Michaël en Sint-George op 1 januari 1919[4]
- Ridder Grootkruis in de Orde van het Bad op 4 maart 1941[5]
  - Ridder Commandeur in de Orde van het Bad op 2 januari 1939[6]
  - Lid in de Orde van het Bad op 1 januari 1935[7]
- Ridder Grootcommandeur in de Orde van de Ster van Indië op 18 september 1943[8]
- Ridder Grootcommandeur in de Orde van het Indische Keizerrijk op 18 september 1943[8]
- Ridder in de Orde van Sint-Jan op 4 januari 1944[9]
- Orde van Sint-Stanislaus der Derde Klasse met Zwaarden op 12 september 1916[10]
- Orde van Sint-Vladimir in 1917[2]
- Croix de Guerre 1914-1918 op 4 mei 1920[11]
- Commandeur in het Legioen van Eer op 7 mei 1920[11]
- Order of El Nahda, Der Tweede Klasse op 30 september 1920[12]
- Grootkruis in de Orde van George I met Zwaarden op 9 mei 1941[13]
- Virtuti Militari, Der Vijfde Klasse op 23 september 1941[14]
- Oorlogskruis (Griekenland), Der Eerste Klasse op 10 april 1942[15]
- Commandeur in de Orde van het Zegel van Salomo op 5 mei 1942[16]
- Grootkruis in de Orde van Oranje-Nassau op 15 januari 1943[17]
- Oorlogskruis (Tsjecho-Slowakije) op 23 juli 1943[18]
- Grootofficier in het Legioen van Verdienste op 23 juli 1948[19]
- Queen's South Africa Medal[2]
  - Gesp: Orange Free State – 28 februari 1900 – 31 mei 1902[2]
  - Gesp: South Africa 1901[2]
  - Gesp: South Africa 1902[2]
  - Gesp: Transvaal – 24 mei 1900 en 31 mei 1902[2]
- Orde van de Wolk en het Vaandel[2]
- Orde van de Ster van Nepal[2]
- India General Service Medal (1909)[2]
  - Gesp: North West Frontier 1908[2]
- 1914 Ster[2]
- Britse Oorlogsmedaille[2]
- Overwinningsmedaille[2]
- General Service Medal (1918)[2]
  - Gesp Palestina 1936-39[2]
- Hij werd meerdere malen genoemd in de Dagorders. Dat gebeurde op:
  - 22 juni 1915[2]
  - 4 januari 1917[2]
  - 22 januari 1919[2]

- Bibsys: 14011772
- Bibliothèque nationale de France: cb123671841 (data)
- CiNii: DA09975917
- Gemeinsame Normdatei: 119336707
- International Standard Name Identifier: 0000 0001 0854 7981
- Library of Congress Control Number: n50023753
- National Archives and Records Administration: 10581631
- Nationale Bibliotheek van Tsjechië: jn20010602234
- Nationale Bibliotheek van Israël: 987007269779205171
- Nationale Bibliotheek van Polen: a0000002692715
- Nederlandse Thesaurus van Auteursnamen: 074858912
- Istituto Centrale per il Catalogo Unico: CUBV041485
- SNAC: w6cr69b9
- Système universitaire de documentation: 032690541
- Trove: 1282272
- Virtual International Authority File: 5009447
- WorldCat: E39PBJrCcrk78KwHYMrJGFw6Kd